# Słobidka
Słobidka (ukr. Слобідка) – osiedle typu miejskiego na Ukrainie w rejonie podolskim obwodu odeskiego. Obecnie liczy 2635 mieszkańców.
Znajduje się tu stacja kolejowa Słobidka, węzeł linii Żmerynka – Odessa z linią do Bielc.